# Østre Landsret
Østre Landsret er en domstol, som fungerer som appelinstans for byretterne i Østdanmark. Ved Østdanmark forstås Fyn, Sjælland og Bornholm med omkringliggende øer. Herudover fungerer Østre Landsret som appelindstans for Retten på Færøerne og fungerede som appelinstans for Grønlands Landsret indtil Højesteret overtog denne funktion den 1. januar 2010. Afgørelser fra Sø- og Handelsrettens skifteretsafdeling appelleres til Østre Landsret. Afgørelser fra Sø- og Handelsrettens retsafdeling kan appelleres til Østre Landsret hvis sagen, såfremt den havde været anlagt ved byretten i stedet, skulle have været behandlet ved en byret inden for landsretskredsen og såfremt den ikke er direkte anket til, og admitteret i, Højesteret. Undersøgelseskommissioners beslutninger kan kæres til Østre Landsret. Byretterne kan i konkrete civile sager efter parternes anmodning henvise en sag til landsretterne, såfremt sagen er af principiel karakter. 
Østre Landsret har siden februar 2022 haft hovedsæde på Østre Landsrets Plads 1 i en nyopført bygning i Københavns Nordhavn. Ved domsmandssager og ved nævningeting anvender Østre Landsret også lokaler i retsbygningerne i Odense, Nykøbing Falster og Rønne. Cirka tre gange årligt besøger Østre Landsret Færøerne for at behandle færøske ankesager.
Retten beklædes pr. 1. november 2007 af præsidenten og 64 øvrige landsdommere.

## Historie
Domstolen blev oprettet i 1919 samtidig med Vestre Landsret som afløser for Den kongelige Landsoverret samt Hof- og Stadsret. Ved oprettelsen blev Østre Landsret placeret i et palæ i Bredgade 59. 

## Bygninger
Østre Landsrets nuværende bygning på Østre Landsrets Plads 1 i Københavns Nordhavn er en nyopført bygning, hvortil Landsretten flyttede i 2022 efter et længerevarende ønske om nye retslokaler med bedre og mere funktionelle rammer for rettens arbejde end der ellers var mulighed for i de historiske lokaler i Bredgade.  
Østre Landsret havde sit oprindelige hovedsæde i Bredgade 59, som blev taget i brug ved Landsrettens grundlæggelse i 1919. Bygningen i Bredgade blev opført som operahus, men fungerede kun som sådant 1702-1708. I 1720-1884 var bygningerne kaserne og søakademi. Bygningen blev restaureret i 1768 af arkitekt C.F. Harsdorff. I 1884 brændte Christiansborg, og Rigsdagen flyttede ind i lokalerne i Bredgade. I 1918 flyttede Rigsdagen ud igen, og bygningen blev nødlazaret under Den spanske syge. Mellem 1919 og 2022 benyttede Østre Landsret bygningen som hovedsæde. Senere tog Østre Landsret også lokaler i brug i Bredgade 42.

## Bredgade 59
- Sidebygning i bunden af gården ud til Bredgade
- Den tidligere hovedbygning set fra hjørnet af Fredericiagade/Bredgade